# Комбінат
Комбіна́т (від нім. Kombinat чи фр. combinat, що утворені від лат. combinatus — «з'єднаний») — об'єднання промислових підприємств суміжних галузей, в якому продукція одного підприємства служить сировиною або матеріалом для іншого, а також об'єднання дрібних виробництв, спрямованих на комплексне обслуговування. Термін широко використовувався в СРСР та інших соціалістичних країнах.